# Provincia di Orano
La provincia di Orano (in arabo ولاية وهران) è una delle 58 province dell'Algeria. 	Prende il nome dal suo capoluogo Orano.

## Popolazione
La provincia conta 1.454.078 abitanti, di cui 728.221 di genere maschile e 725.857 di genere femminile, con un tasso di crescita dal 1998 al 2008 dell'1.9%.

## Amministrazione
La Provincia di Orano è suddivisa in 9 distretti, a loro volta suddivisi in 26 comuni.

1. Distretto di Oran•
2. Distretto di Aïn El Turk•
3. Distretto di Arzew•
4. Distretto di Bethioua•
5. Distretto di Es Senia•
6. Distretto di Bir El Djir•
7. Distretto di Boutlelis•
8. Distretto di Oued Tlelat•
9. Distretto di Gdyel

| Numero | Distretto   | Comuni                                           |
| ------ | ----------- | ------------------------------------------------ |
| 1      | Orano       | Orano                                            |
| 2      | Aïn El Turk | Aïn El Turk · Bousfer · El Ançor · Mers El Kébir |
| 3      | Arzew       | Arzew · Sidi Benyebka                            |
| 4      | Bethioua    | Aïn El Bia · Bethioua · Marsat El Hadjadj        |
| 5      | Es Sénia    | El Kerma · Es Senia · Sidi Chami                 |
| 6      | Bir El Djir | Bir El Djir · Hassi Ben Okba · Hassi Bounif      |
| 7      | Boutlelis   | Aïn El Kerma · Boutlelis · Misserghin            |
| 8      | Oued Tlelat | Boufatis · El Braya · Oued Tlelat · Tafraoui     |
| 9      | Gdyel       | Ben Freha · Gdyel · Hassi Mefsoukh               |